# Alopecosa xiningensis
Alopecosa xiningensis là một loài nhện trong họ Lycosidae.
Loài này thuộc chi Alopecosa. Alopecosa xiningensis được Hsen Hsu Hu miêu tả năm 2001.